# Video podcast
El video podcast o videocast és un arxiu informàtic multimèdia que conté una informació combinada d'àudio i vídeo. Aquest arxiu es pot descarregar directament des de a la xarxa a un ordinador, dispositiu mòbil o aparell connectat a la xarxa amb la capacitat per poder reproduir-lo en qualsevol moment. El format més habitual és el format mp4. El videocast, també conegut com a videopodcast és el terme emprat per la distribució en línia d'arxius de vídeo de dimensions reduïdes a través de sindicadors RSS o Atom. El terme prové de "vod" que significa "video on demand /vídeo sota demanda", aquest a diferència del podcast utilitza arxius de vídeo. La sindicació RSS que distribueix videocast es pot utilitzar com a canal de TV no lineal i en funció de les preferències de l'usuari.

## Tecnologia i història
La distribució de vídeo podcast des del servidor web pot ser en format arxiu o via streaming. Els dos mètodes tenen els seus avantatges i inconvenients. La descàrrega d'arxius podcast de vídeo sencers, permet a l'usuari la reproducció de l'arxiu sense haver d'estar connectat a la xarxa. Per d'altra banda, a través del sistema streaming és a dir mitjançant la seva reproducció des de la xarxa, ens permet veure les parts del vídeo que vulguem sense haver de descarregar l'arxiu sencer. Això no obstant, la seva visualització i reproducció dependrà de la connexió i l'amplada de banda de l'usuari.